# Геи, Робер
Робе́р Геи́ (фр. Robert Guéï; 6 марта 1941, Кабакума, Кот-д'Ивуар — 19 сентября 2002, Кокоди, Абиджан) — третий президент Кот-д’Ивуара с 24 декабря 1999 по 26 октября 2000 года, отставной генерал, представитель народа дан.

## Биография
Родился 6 марта 1941 года в Кабакуме. Пришёл к власти в результате военного переворота 24 декабря 1999 года, свергнув предыдущего президента Анри Конана Бедье. 22 октября 2000 года провёл президентские выборы, на которых одержал победу лидер оппозиции Лоран Гбагбо. Гбагбо был единственным кандидатом, способным противостоять Гею, так как другие претенденты на президентский пост, в том числе и бывший премьер-министр Алассан Уаттара, были отстранены от выборов по решению Верховного суда. Геи попытался сфальсифицировать результаты выборов, объявив себя победителем. Но подлог был настолько очевидным, что, когда, спустя пару дней, генерал провозгласил себя президентом, по призыву Лорана Гбагбо жители Абиджана восстали и взяли штурмом президентский дворец. Ценой жизни нескольких десятков человек дворец был взят. Геи бежал в город Гуссессо на границе с Либерией. 19 сентября 2002 года организовал военный мятеж против Гбагбо, в ходе которого был убит вместе с министром внутренних дел страны Эмилем Бога Дуду в районе Кокоди в Абиджане. Этот мятеж станет началом гражданской войны в стране. Также была убита его жена Роза Дуду Геи (фр. Rose Doudou Guéï), находившаяся в своём доме в Абиджане.